# Кешта, Яссин
Яссин Кешта (фр. Yassine Kechta; род. 25 февраля 2002, Париж) — марокканский футболист, полузащитник клуба «Гавр». Участник Олимпийских игр 2024 в Париже.

## Клубная карьера
Кешта — воспитанник клубов «париж» и «Гавр». В 2019 году игрок дебютировал за дублирующий состав последних. 15 мая 2021 года в матче против «Труа» он дебютировал в Лиге 2. 13 августа 2022 года в поединке против «По» Яссин забил свой первый гол за «Гавр». В 2023 году игрок помог клубу выйти в элиту. 13 августа в матче против «Монпелье» он дебютировал в Лиге 1.  

## Международная карьера
В 2019 года в составе юношеской сборной Марокко Кешта принял участие в юношеском Кубке Африки в Танзании. На турнире он сыграл в матчах против сборных Сенегала, Гвинеи и Камеруна. 
В 2024 году Кешта был включён в заявку олимпийской сборной Марокко на участие в Олимпийских играх в Париже. На турнире он сыграл в матчах против команд Аргентины, Украины, Ирака, США и Египта. 